# تشارلي ويب
تشارلي ويب (بالإنجليزية: Charley Webb)‏ هي ممثلة بريطانية، ولدت في 26 فبراير 1988 في بري ‏ في المملكة المتحدة.

## وصلات خارجية
- تشارلي ويب على موقع IMDb (الإنجليزية)
- تشارلي ويب على موقع قاعدة بيانات الفيلم (الإنجليزية)